# Without Me (chanson d'Halsey)
Pour les articles homonymes, voir Without Me.
Singles de Halsey
Eastside
(2018) 11 Minutes (en)
(2019)
Without Me est un single de la chanteuse américaine Halsey sorti le 4 octobre 2018. Il s'agit du premier extrait de son troisième album studio Manic.

## Historique
Halsey diffuse un teaser de Without Me en septembre 2018 lors d'un concert organisé à Londres dans le cadre de sa tournée Hopeless Fountain Kingdom Tour (en). Le single sort le 4 octobre 2018 sur les plateformes de streaming et de téléchargement de musique après avoir été diffusé en avant-première pendant l'émission World Record de Zane Lowe sur la radio Beats 1 d'Apple Music.

## Accueil commercial
Without Me atteint la première place du Billboard Hot 100 dans le classement daté du 12 janvier 2019. Il est le second single numéro un d'Halsey après Closer qu'elle interprète en 2016 avec le duo de disc jockeys américains The Chainsmokers. Aux États-Unis, Without Me est aussi numéro un des tops Digital Song Sales pendant six semaines, Radio Songs pendant cinq semaines et Pop Songs pendant quatre semaines.

## Classements et certifications
| Classement (2018-19)                     | Meilleure position |
| ---------------------------------------- | ------------------ |
| Allemagne (GfK Entertainment)            | 11                 |
| Argentine (Argentina Hot 100 (en))       | 86                 |
| Australie (ARIA)                         | 2                  |
| Autriche (Ö3 Austria Top 40)             | 6                  |
| Belgique (Flandre Ultratop 50 Singles)   | 17                 |
| Belgique (Wallonie Ultratop 50 Singles)  | 6                  |
| Bolivie (Monitor Latino)                 | 12                 |
| Brésil (Top 100 Brasil (en))             | 87                 |
| Brésil (Top 10 Pop Internacional (en))   | 9                  |
| Canada (Hot 100)                         | 2                  |
| Canada (Adult Contemporary)              | 5                  |
| Canada (All-Format Airplay)              | 1                  |
| Canada (CHR/Top 40)                      | 1                  |
| Canada (Digital Song Sales)              | 2                  |
| Canada (Hot AC)                          | 1                  |
| Colombie (National-Report)               | 98                 |
| Croatie (HRT)                            | 25                 |
| Danemark (Tracklisten)                   | 5                  |
| Écosse (OCC)                             | 10                 |
| Espagne (PROMUSICAE)                     | 37                 |
| Estonie (IFPI)                           | 2                  |
| États-Unis (Billboard Hot 100)           | 1                  |
| États-Unis (Adult Contemporary)          | 11                 |
| États-Unis (Adult Pop Songs (en))        | 1                  |
| États-Unis (Dance Club Songs)            | 26                 |
| États-Unis (Dance/Mix Show Airplay (en)) | 1                  |
| États-Unis (Digital Song Sales)          | 2                  |
| États-Unis (Pop Digital Song Sales)      | 1                  |
| États-Unis (Pop Songs)                   | 1                  |
| États-Unis (Radio Songs)                 | 1                  |
| États-Unis (Rhythmic (en))               | 21                 |
| États-Unis (On-Demand Songs (es))        | 2                  |
| États-Unis (Streaming Songs)             | 2                  |
| Finlande (Suomen virallinen lista)       | 7                  |
| France (SNEP)                            | 39                 |
| Grèce (IFPI Greece)                      | 1                  |
| Hongrie (Rádiós Top 40)                  | 17                 |
| Hongrie (Stream Top 40)                  | 2                  |
| Irlande (IRMA)                           | 3                  |
| Italie (FIMI)                            | 33                 |
| Lettonie (Latvijas Radio 5 (en))         | 5                  |
| Liban (Top 20)                           | 10                 |
| Malaisie (RIM (en))                      | 2                  |
| Mexique (Mexico Airplay (en))            | 6                  |
| Mexique (Mexico Ingles Airplay (en))     | 6                  |
| Norvège (VG-lista)                       | 5                  |
| Nouvelle-Zélande (RMNZ)                  | 3                  |
| Pays-Bas (Nederlandse Top 40)            | 14                 |
| Pays-Bas (Single Top 100)                | 10                 |
| Pologne (ZPAV)                           | 14                 |
| Portugal (AFP)                           | 2                  |
| Tchéquie (IFPI Rádio)                    | 58                 |
| Tchéquie (IFPI Singles Digitál)          | 5                  |
| Royaume-Uni (UK Singles Chart)           | 3                  |
| Royaume-Uni (UK Download Chart)          | 6                  |
| Royaume-Uni (UK Singles Sales)           | 6                  |
| Royaume-Uni (UK Streaming)               | 2                  |
| Singapour (RIAS (en))                    | 3                  |
| Slovaquie (Radio Top 100)                | 2                  |
| Slovaquie (Singles Digitál Top 100)      | 2                  |
| Slovénie (SloTop50)                      | 20                 |
| Suède (Sverigetopplistan)                | 9                  |
| Suisse (Schweizer Hitparade)             | 6                  |

| Classement (2018)                        | Position |
| ---------------------------------------- | -------- |
| Australie (ARIA Charts)                  | 66       |
| Classement (2019)                        | Position |
| Canada (Canadian Hot 100)                | 4        |
| Canada (Hot Canadian Digital Songs)      | 8        |
| États-Unis (Billboard Hot 100)           | 3        |
| États-Unis (Adult Contemporary)          | 30       |
| États-Unis (Adult Pop Songs (en))        | 4        |
| États-Unis (Dance/Mix Show Airplay (en)) | 7        |
| États-Unis (Digital Song Sales)          | 4        |
| États-Unis (On-Demand Songs (es))        | 6        |
| États-Unis (Pop Songs)                   | 1        |
| États-Unis (Radio Songs)                 | 2        |
| États-Unis (Streaming Songs)             | 3        |

| Classement (2010-2019)          | Position |
| ------------------------------- | -------- |
| États-Unis (Billboard Hot 100)  | 12       |
| États-Unis (Digital Song Sales) | 19       |
| États-Unis (Radio Songs)        | 18       |
| États-Unis (Streaming Songs)    | 36       |

| Région | Certification | Ventes/Streams |
| --- | ------------- | -------------- |
| Allemagne (BVMI) | Or            | 200 000^       |
| Australie (ARIA) | 6 × Platine   | 420 000^       |
| Autriche (IFPI) | Or            | 15 000*        |
| Belgique (BEA) | Platine       | 40 000*        |
| Canada (Music Canada) | 7 × Platine   | 560 000‡       |
| Danemark (IFPI Danmark) | Platine       | 90 000^        |
| États-Unis (RIAA) | 10 × Platine  | 10 000 000‡    |
| Italie (FIMI) | Platine       | 50 000‡        |
| Nouvelle-Zélande (RMNZ) | 2 × Platine   | 60 000*        |
| Royaume-Uni (BPI) | Platine       | 600 000‡       |
| *Ventes selon la certification ^Mise en rayon selon la certification xNon précisé par la certification ‡ventes/streaming selon la certification |               |                |